# Кабинетът на доктор Калигари
„Кабинетът на доктор Калигари“ (на немски: Das Cabinet des Dr. Caligari, буквално "Шкафът на доктор Калигари" - "кабинет" е фалшив когнат на немската дума "Cabinet") е германски ням филм от 1920 година, режисиран от Роберт Вине по сценарий на Ханс Яновиц и Карл Майер. В лентата участват актьорите Вернер Краус, Фридрих Фехер, Лил Даговер, Конрад Файт.
Това е един от първите филми на германския експресионизъм, както и един от първите популярни представители на жанра филм на ужасите, въвеждащ някои от характерните за него образи, персонажи и обстановка.
Историята се развива в малък град, където пристига луд учен, който представя на местния панаир сомнамбул, когото нощем чрез хипноза кара да извършва престъпления.
Филмът се отличава с рисувани декори, пресилен грим и крайна „театралност“. Има направен римейк през 1962.

## Сюжет
Внимание:  Текстът по-долу разкрива сюжета на произведението (или части от него)!

### Първо действие
Франсис и пребледнял възрастен мъж разговаря на усамотено място в гората. Неочаквано се появява Джейн. Младият мъж споделя, че това е неговата годеница и историята между тях двамата е най-странното нещо, което събеседника му може да чуе. Годеникът почва да разказва своите необикновени преживявания.
Разказвачът е роден в малък град наречен Хостенвал, в който всяка година се провежда изложба на различни експонати. На едно такова събитие се появява д-р Калигари. Алън, приятелят на младия мъж, се е вглъбил в четенето на книги, но когато забелязва оживлението по улиците, отива при своя другар и го моли упорито да отидат на изложението.
През това време д-р Калигари търси да уреди своето представление. Първо опитва да подаде молба при градския чиновник. Чиновникът се държи грубо с възрастния мъж и когато чува за вида на атракцията му – сомнамбул – го отпраща при друг свой колега.
Изложението върви както винаги в пълно весели, включващо чудати хора и животни. Д-р Калигари заема мястото си на малка сцена. Привлича вниманието на минувачите със звънец и отваря в ръката си афиш на причудлива мрачна фигура. Анонсира на събралите се хора за невиждан дотогава експонат – сомнамбула Цезар, изобразен на постера.

### Второ действие
В същия ден през нощта е извършено убийство. Жертвата е градският чиновник, прободен с острие напоено с отрова.
Междувременно д-р Калигари печели все повече популярност със своето представление „Кабинета на доктор Калигари“, което е привлякло интереса на Алън и Франсис. Старецът вкарва публиката в шатра, където на сцената е изложен ковчег, зад чийто врати спи Цезар. Калигари приканва хората да задават въпроси на странната фигура. Нетърпелив Алън отива до сцената и пита Цезар колко дълго ще живее. Сомнамбулът му отговаря, че до залез няма да е жив вече.
Вечерта Франсис и Алън се срещат с Джейн.
Нощта Алън е събуден от тайнствена сянка, която му се нахвърля. Двете сенки си борят помежду си, докато едната не вади остър предмет, с който промушва съперника си.

### Трето действие
Разтревожена жена съобщава за смъртта на г-н Алън на неговия приятел. Франсис пристига в стаята на своя другар, където се убеждава, че тъжната новина е истина. Там той си спомня за думите на сомнамбула.
Младият мъж отива в полицейския участък на града, за да съобщи за убийството. Пред двама полицая той се заклева, че няма да има мир в душата му докато не разкрие мистерията на убийствата.
Франсис тръгва към градския доктор, като по пътя среща Джейн, на която съобщава за смъртта на Алън. Докторът му обещава, че ще вземе решение от полицията за оглед на сомнамбула.
В мрачните улици на нощна обаче се промъква мистериозен човек, който влиза в една къща. От прозорец се появява жена и започва да крещи: „убиец!“ Непознатият излиза и е заловен от гражданите.
Градският лекар и Франсис пристигат пред къщата на д-р Калигари, разположена до сцената, където анонсира публиката. Вътре стареца храни своя експонат, намиращ се в сънено състояние. Възрастният мъж забелязва през прозореца посетителите и излиза навън. Показано му е разрешението и Калигари кани мъжете.
В полицейския участък заподозряният е нападнат от десетки свидетели. Те показват на полицая ножа, който е основното доказателство, че мъжът е убиец.
Д-р Калигари с гледа как лекарят и Франсис оглеждат заспалия в ковчега човек. Те приканват стареца да го събуди, но точно тогава пристига съобщение, че е намерен извършителя на двойното убийство.

### Четвърто действие
Заподозряният признава, този път пред Франсис, градския доктор и още няколко полицаи, истинските мотиви на своите действия и че е невинен.
Джейн, тъгуващата за своя баща д-р Олсън, отива пред сцената на д-р Калигари, за да разпита за родителя. Старецът отвръща, че тук няма никакъв Олсън, но я кани да влезе в кабинета му. Там той и показва сомнамбула в ковчега. Тя побягва от кабинета.
След погребението на Алън Франсис се вмъква през нощта и надзърта в дома на д-р Калигари. Забелязва самия доктор застанал пред легналия ковчег, в който е положено тялото на Цезар. Обаче сомнамбула броди в мрака, опипвайки стените. Мрачната фигура се показва пред прозорците на стаята, в която спи Джейн. Той се промъква бавно в стаята и вдига нож над спящата жена. Тогава обаче се замисля и ръката му спира. Вместо да наръга тялото убиеца докосва лицето ѝ. Жертвата се събужда и заедно с нощния похитител почват да се борят.
Двама души чуват женски писъци и се вдигат от съня си. Отиват в Джейн, вече празна. Цезар е отмъкнал своята жертва. Сомнамбулът е забелязан как кръстосва улиците с жена под ръка. Мъжете тръгват след него и мрачната фигура оставя Джейн на един мост. Една част от гражданите се погрижват за нещастното момиче, а другите хукват след похитителя, който по-нататък се сгромолясва на пътя.
Франсис е прекарал няколко часове наблюдаващ Калигари и Цезар, но нищо не се е случило. Когато научава за похищението над своята годеница, той отива при нея. Жената споделя, че сомнамбула я е нападнал.

### Пето действие
Франсис проверява затворника, обвинен в убийствата. Обвиняемият седи кротко в килията си. Младежът пристига с полиция пред къщата на Калигари. Те избутват грубо доктора и изнасят ковчега навън. Отварят дървения предмет, където вътре лежи копие на сомнамбула Цезар. Калигари хуква да бяга и влиза в една психиатрична болница. Франсис го проследява. Разпитва в двора на болницата за пациент на име Калигари, но персонала категорично отговаря, че няма човек с такова име. Завеждат търсещия при директора на психодиспансера, който може да знае за липсващия пациент. Франсис влиза в директорския кабинет и вижда зад бюрото разположен д-р Калигари. Младият мъж побягва от сградата в двора, повтаряйки панически, че директорът на болницата е самия Калигари.
Докато мнимият началник на болничното заведение почива във вилата си в близост до сграда, започва провеждане на разследване. Един от тримата доктори в болницата, участващи в разследването, заедно с Франсис, оповестява, че директора е потънал в дълбок сън. Четиримата мъже влизат в директорския кабинет и претърсват книгите в стаята. Намират трудове за сомнамбулия и една история за мистик на име д-р Калигари, който преди два века е извършвал убийства, идентични на тези на директора.
Разследващите намират и дневник. Там е описано, на дата 12 март, че в болницата най-накрая бил приет пациент, страдащ от сомнамбулство.

### Шесто действие
В кабинета влиза мъж, който оповестява, че е намерен спящ младеж навън в полето. Всички напускат стаята.
Около черната фигура на Цезар са се събрали няколко хора. Франсис пристига и оглежда тялото. След което заповядва на мъжете да отнесат заспалия.
Хората носещи Цезар пристигат пред кабинета на директора. Вътре влиза Франсис и застава пред мнимия началник на болницата. Заповядва му веднага да разкрие, че той е д-р Калигари. Докторите донасят сомнамбула, закрит с черен плащ, в стаята. Франсис разкрива заспалия Цезар и директора се приближава към лежащия младеж. Пада върху тялото, след което става и се нахвърля върху един доктор. Останалите го удържат и завързват в усмирителна риза.
Довличат Калигари до една болнична стая и го оставят на леглото. Франсис наблюдава как затварят вратата.
Франсис казва на възрастния мъж, че оттогава лудият никога не е напускал своята клетка. Двамата мъже стават и напускат мястото.
В двора на психиатричната клиника, сред лутащи се пациенти седи неподвижно Джейн. До нея се приближава мудно Цезар, който гали някакъв букет. Влизат Франсис и стареца. Младежът се усмихва при вида на своята годеница и отива към нея. Казва ѝ, че я обича и предлага да се оженят. По стълбите на болница слиза фигура и Франсис се скрива от нея зад един пациент. Новодошлият оглежда хората в двора. Франсис започва да крещи, че всички го мислят за луд, но управителят е лудия. Изпадналият в истерия мъж се нахвърля върху туко-що дошлия човек, обвиняващ го, че е Калигари. Докторите и персонала ги разтървават и слагат усмирителна риза на Франсис.
Истеричният младеж е довлечен в килия и стоварен на легло. Управителят вади очилата си и оглежда пациента. Изказва диагноза, че потърпевшият страда от мания – мисли, че директорът на болницата е някой си Калигари. И завършва с това, че знае как да го излекува.
Лекарят сваля очилата и се усмихва. Оказва се, че той наистина е Калигари.

## Персонажи
- Франсис (протагонист) – приятел на Алън и кандидат за ръката на Джейн. Двамата се уговарят да не развалят приятелството си заради общата си любов, а да изчакат възлюбената да избере с кой да е. След смъртта на Алън става противник на Калигари и годеник на Джейн. Служил е като здрав разум на своя импулсивен приятел. Когато другаря му почива Франсис изпада в мрачно настроение и често се подава на истерия. Изпитва страх от Калигари, но и голям гняв, който го води през разследването, изобличаващо доктора. Любопитна и напориста натура. Завършва в лудница.

- Доктор Калигари (антагонист) – старец, директор на местната психиатрична болница, чийто увлечения и страст по сомнамбулия прерастват в маниакална психоза. Затрупал се с трудове по съответната тема, скрити зад макет на скелет, той чака своята идеална жертва за експеримента. Докторът е увлечен силно и по една история, спомената в книга от университета в Упсала, за мистик на име д-р Калигари, обиколил през 1703 г. няколко градчета в Северна Италия, придружаван от сомнамбул наречен Цезар. В историята се споменава още, че месеци наред мистериозният доктор оставял след себе си на уречените места редица убийства, извършени по един и същ начин. Сомнамбулът Цезар бил изцяло поробен на волята на своя господар и следвал неговите фанатични планове. В ковчега лежала кукла, точно копие на хипнотизирания млад мъж, която служела за отклоняване на подозренията от Калигари. Този разказ изцяло обладава директора на болницата и когато при него докарват човек страдащ от сомнамбулия, той изпада в истинска еуфория. Излиза през нощта на улицата и вижда навсякъде вижда надписа „Трябва да бъдете Калигари!“ Началникът на психодиспансера разнищва тайните в психиатрията на д-р Калигари и става новия Калигари. Започва заедно с новия Цезар да обикаля страната и да изнася панаирни забавления, в които набелязва жертвите си. Чрез хипноза той държи младежа в сън и го наставлява да извършва убийства. Обикновено жертвите му са хора, които са подразнили доктора или пречат на коварните му планове. Старецът е изключително обидчив и злопаметен, неморален до крайност. В същото време има добре развит търговски нюх и усет за представление. Умее да манипулира публиката.

- Цезар (поддържащ персонаж от страна на антагониста) – 23-годишен младеж, страдащ от сомнамбулия. Постъпва като пациент в психиатричната болница, оглавявана от д-р Калигари. Директорът започва да го използва за своите коварни планове. Младежът е под прякото подчинение на доктора, воден чрез хипноза и внушение от лукавия си господар да убива хора. Цезар служи и като експонат в успешните панаирни представления на Калигари. Сомнамбула има свръхестествени способности и може да вижда в бъдещето и миналото, които са основна атракция в „Кабинета на д-р Калигари“. Човек от публиката пита нещо сомнамбула и той с вперени в запитващия очи му отговаря мрачната истина. Цезар е облечен е в черно трико. След освобождението му от мъртвешкия сън постъпва в психодиспансера, където се държи отнесено и вяло. Пациентите избягват да го питат кога ще умрат, защото още утре ще изгубят живота си.

- Джейн Олсън (поддържащ персонаж от страна на протагониста) – възлюбена на Алън и Франсис, която след смъртта на единия си обожател става годеница на втория. Чувствителна, склонна към меланхолия и истерия. Държи на думата си и е твърдо убедена в решенията си. Завъръшва в лудница, мислеща се за принцеса и отбягваща Франсис. Разхожда се като хипнотизирана и не познава никой. Дъщеря е на д-р Олъсн, дълго отсъстваща личност, която я кара да се тревожи.

- Градският доктор (епизодичен персонаж от страна на протагониста) – решителен и сериозен лекар. Помага на Франсис в разследването.

- Заподозряният (епизодичен персонаж) – мъж на средна възраст, заподозрян в убийствата, извършени от Калигари. Подтикван от лични мотиви той нахлува в къщата на една старица. Планувал е полицията да прехвърли вината на поредицата смъртни случаи, дело на Цезар.

- Възрастен мъж (епизодичен персонаж) – пациент от психиатричната болница. Събеседник на Франсис в неговата история. Стареца има натрапчиво чувство, че го преследват мъртви хора.

## Актьорски състав
- Вернер Краус – Д-р Калигари
- Конрад Вайт – Цезар
- Лил Даговер – Джейн Остин
- Фред Фехер – Франсис